# 284 Batalion Schutzmannschaft
284 Batalion Schutzmannschaft (niem. Schutzmannschaft-Bataillon 284) - oddział policji pomocniczej złożony z Łotyszy podczas II wojny światowej

## Historia
W czerwcu 1942 w Rydze został sformowany 26 E Batalion Schutzmannschaft. W lipcu tego roku przemianowano go na 284 Batalion Schutzmannschaft. Po przeniesieniu na północny odcinek frontu wschodniego podporządkowano go Grupie Armii „Północ”. Działał na północ od Nowogrodu Wielkiego nad jeziorem Ilmień. Wiosną 1943 został przydzielony do 2 Brygady Piechoty SS SS-Brigadeführera Friedricha Edlera von R. Scholza, a następnie SS-Standartenführera Hinricha Schuldta. W czerwcu tego roku podporządkowano go Kdr.d.Ordnungspolizei Riga. We wrześniu/październiku batalion został rozwiązany, a jego żołnierze weszli w skład III batalionu 1 Łotewskiego pułku piechoty nowo formowanej 19 Dywizji Grenadierów SS.